# Amiya Kumar Mallick
Amiya Kumar Mallick (né le 14 novembre 1992 dans l'Orissa) est un athlète indien, spécialiste du sprint.
Le 28 avril 2016, lors de la Coupe de la fédération à New Delhi, il bat en demi-finale le record national du 100 m en 10 s 26.
Lors des Championnats d'Asie d'athlétisme 2017, il est disqualifié en demi-finale du 100 m pour faux-départ et en relais 4 x 100 m pour passage non réglementaire du témoin. Il établit néanmoins son record personnel sur 200 m en 21 s 03.